# Don Arioli
Don Arioli est un acteur; réalisateur et scénariste canadien, né le 2 septembre 1936 et mort le 5 octobre 2005, personnalité du monde des tout-petits à la télévision anglophone canadienne. Il avait reçu une nomination pour l’Oscar du meilleur court métrage animé en 1968 pour La Maison de Jean-Jacques (en), réalisé par Ron Tunis. Après avoir servi dans l’armée américaine au milieu des années 1950, il s’installe à Toronto où il trouva du travail au département de l’animation de l’ONF, y créant tout d’abord plusieurs courts métrages de la série pour enfants Butternut Square (en). Après avoir perdu aux Oscars en 1968 – bien que le court métrage se fut retrouvé dans la plupart des grandes salles de cinéma du monde et remporté de très nombreux prix- il rencontra l’animatrice Joan Cooney (en) qui lui offrit un poste au sein de l’émission Sesame Street. Il se joignit aussi à Chuck Jones pour écrire les scénarios de plusieurs courts métrages classiques de cette époque, notamment Another Froggy Evening, Chariots of Fur et Daffy Duck for President. Avec les années, il pilota plusieurs projets, dont le dessin animé David Copperfield pour la NBC et la série animée de Sagwa avant de prendre sa retraite et de se retirer dans le Devon au milieu des années 1990.

## Filmographie

### comme scénariste
- 1967 : Tax Is Not a Four-letter Word
- 1968 : La Maison de Jean-Jacques (en)
- 1970 : Ashes of Doom
- 1970 : Best Friends
- 1971 : Le feu? Pas pour les hommes! (en)
- 1971 : In a Nutshell
- 1972 : Tilt
- 1973 : Ten: The Magic Number
- 1974 : Who Are We?
- 1974 : Propaganda Message
- 1974 : A Star Is Lost!
- 1975 : A Token Gesture
- 1977 : The Pearson Building
- 1977 : The Hottest Show on Earth
- 1977 : Deep Threat
- 1981 : Baxter Earns His Wings
- 1982 : A Room Full of Energy
- 1987 : The Wonderful Wizard of Oz (vidéo)
- 1987 : Ozma of Oz (vidéo)
- 1987 : The Emerald City of Oz (vidéo)
- 1987 : The Marvelous Land of Oz (vidéo)

### comme acteur
- 1967 : Tax Is Not a Four-letter Word : Narrator (voix)
- 1968 : La Maison de Jean-Jacques (en) (voix)
- 1970 : Best Friends (voix)
- 1971 : Le Feu? Pas pour les hommes! (en) (voix)
- 1972 : One Hand Clapping
- 1972 : Tilt
- 1973 : U-Turn : Sidewalk artist
- 1974 : A Star Is Lost! : Lamont
- 1974 : Who Are We? (voix)
- 1974 : Sweet Movie
- 1975 : The Energy Carol (voix)
- 1976 : What Do You Do?/What Are You Doing? : Narrator (voix)
- 1977 : Spinnolio (voix)
- 1979 : This Is Your Museum Speaking
- 1980 : Les Espions dans la ville (Agency) : Otto Remick
- 1993 : David Copperfield (TV)

### comme réalisateur
- 1970 : Ashes of Doom
- 1971 : The Specialist
- 1972 : Tilt
- 1973 : Man: The Polluter
- 1979 : You're Under Arrest!
- 1981 : Baxter Earns His Wings
- 1985 : Not So Different
- 1993 : David Copperfield

### comme producteur
- 1975 : You've Read the Book, Now See the Movie
- 1975 : A Token Gesture
- 1977 : Language and Canadian Citizenship